# 皮薩河
皮薩河（俄语：Писса，Pissa）是俄羅斯的河流，位於加里寧格勒州東部，河道全長98公里，發源自維什蒂蒂斯湖，在切爾尼亞霍夫斯克附近注入安格拉普河。